# Mastophora phrynosoma
Mastophora phrynosoma är en spindelart som beskrevs av Willis J. Gertsch 1955. Mastophora phrynosoma ingår i släktet Mastophora och familjen hjulspindlar. Inga underarter finns listade i Catalogue of Life.